# Нисская епархия
Нисская епархия (греч. ᾿Επισκοπή Νύσσης) — титулярная епархия Константинопольской православной церкви в районе Каппадокии в Турции.
Центром епархии являлся античный город Нисса (близ современного города Хармандалы, района Ортакёй, провинции Аксарай) в римской провинции Каппадокия (диоцеза Понта). Православная епископия в Ниссе известна не позднее IV века. Епархия в свою очередь входила в митрополию Кесарии Каппадокийской.
В IX веке Нисская епархия прекратила своё существование и в настоящее время используется для титулярных епископов Константинопольского патриархата.

## Епископы
- Григорий Нисский (372—394)
- Ираклид (упом. 431)
- Мусоний (упом. 449)
- Иоанн I (упом. 553)
- Иоанн II (упом. 680/681)
- Павел (уп. 692)
- Иоанн III (уп. 787)
- Игнатий (879/880)
- Иоанникий (упом. 1370)
- Герман (Полизоидис) (30 сентября 1941 — 17 апреля 1962)
- Иоанн (Мартин) (6 октября 1966 — 30 сентября 1984)
- Елевферий (Кацаитис) (6 февраля 1987 — 6 января 2012)
- Григорий (Тацис) (с 27 ноября 2012)